# Џејмс (Онтарио)
Џејмс (енгл. James), је припојени град у канадској провинцији Онтарио, који се налази у округу Тимискаминг. Примарна заједница у општини је градић Елк Лејк, које се налази на раскрсници аутопута Онтарио 65 и аутопута Онтарио 560.
Општина је имала 420 становника по попису у Канади из 2016. у поређењу са 424 по попису из 2011. године.
Овде се налазе аеродром Елк Лаке и водени аеродром Елк Лејк.

## Историја
Елк Лејк је почео као град са процватом рударства када је 1906. године откривено налазиште сребра у граду Џејмс. Активност рударства достигла је врхунац између 1907. и 1913. године, када је у тој области било тридесетак активних рударских копова. Становништво је у једном тренутку достигло број од скоро 10.000 људи. До 1908. године град је обухватао шест великих хотела, многе продавнице, магацине, банке, адвокатске канцеларије, пошту, болницу и канцеларију рударске евиденције. Град Елк Лејк основан је 1909. године као Корпорација града Џејмс. Први градоначелник у Тауншипу био је познати спортиста и копач Џек Манро.
Приступ граду у почетку је био могућ само чамцем преко реке Монтреал. До 1909. пут од Елк Лејка до Чарлтона могао је да се пређе аутобусом, иако су комерцијални пароброди на реци Монтреал и даље пружали летњи приступ из Лачфорда за већину тешке опреме и терета. Ера пароброда на реци Монтреал трајала је само неколико година, окончавши се када је огранак железнице изграђен у Елк Лаке 1913. године.
Комерцијална дрвна индустриа у области Темискаминг датира из 1840-их. Године 1905. Концесија за целулозу око реке Монтреал, површина од 17.000 квадратних миља (44.000 km²), продата је Ј.Р. Буту. Од 1907. до 1923. Бут је одржавао велико складиште целулозе у Елк Лејку. У пролеће 1930. Бут је завршио последњу вожњу на реци Монтреал убрзо након што је продао свој локални интерес компанији Е.Б. Еди Компани.
Индијска станица за производњу падобрана је изграђена на реци Монтреал 1923. године, 16 km (9,9 mi) северозападно од Елк Лејка.
Данас, економију Елк Лејка и даље покреће шумарска индустрија. Град се такође може похвалити значајним бројем туристичких кампова и ложа који нуде одличне пакете за љубитеље спорта на отвореном и природе.
Покрајински парк Макобе-Грејс Ривер лежи на површини од 1.420 хектара, такође обухвата и реку Макобе од 1985. године. Ова популарна рута кануа на дивљим водама улива се у реку Монтреал код Елк Лејка.

## Демографија
Приватни станови, искључујући сезонске викендице: 207 (укупно: 240)
Матерњи језик (2016):
- Енглески као први језик: 73,8%
- Француски као први језик: 25,0%
- Енглески и француски као први језик: 1,2%
- Остали језици као први језик: 1,2%

## У популарној култури
Канадски текстописац Хејден Десер снимио је албум под називом Елк-Лејк серенада.